# Université de médecine et d'odontologie du New Jersey

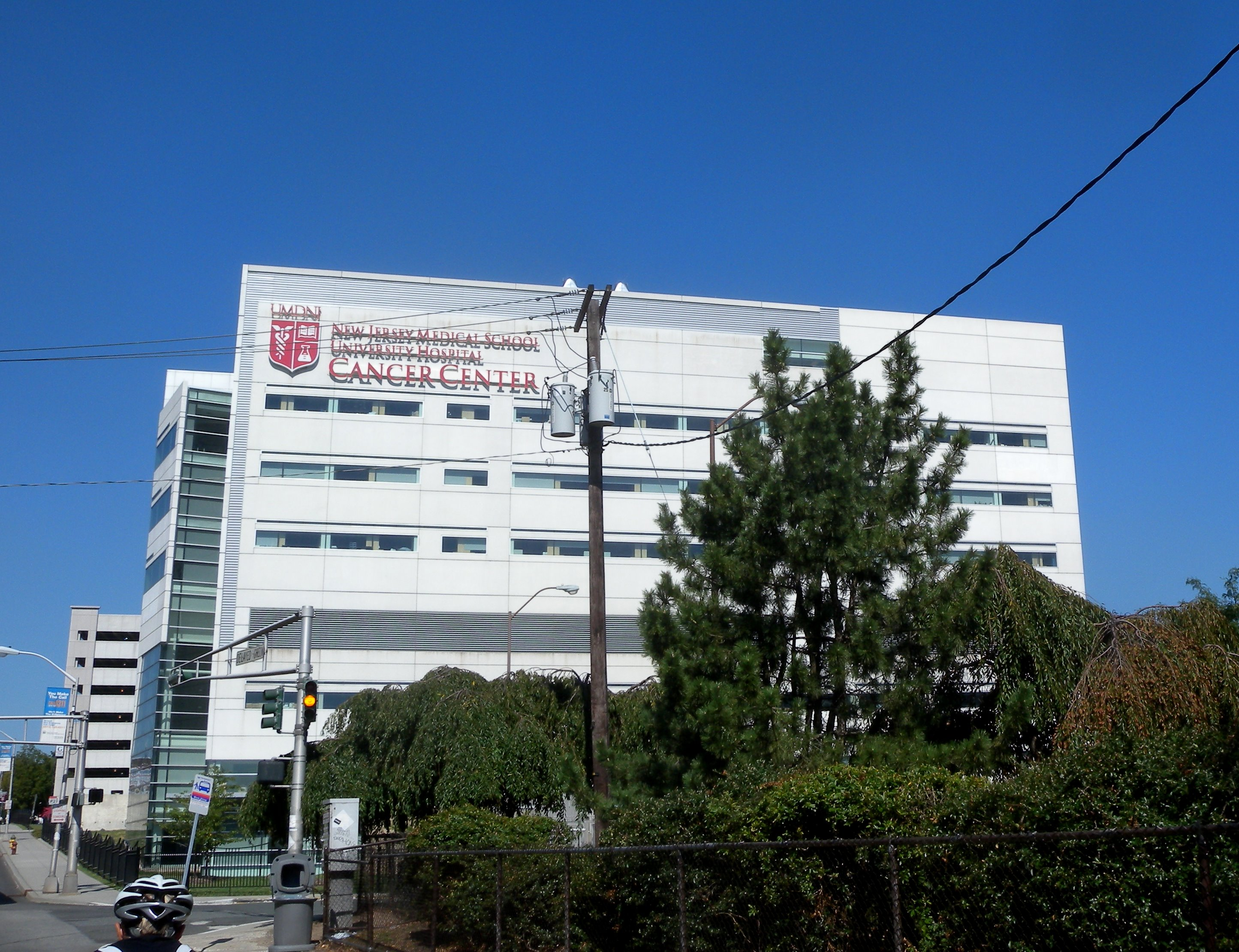
Centre d'oncologie de l'UMDNJ

L'université de médecine et d'odontologie du New Jersey est l'université publique de soins de santé du New Jersey.

## Description
Elle comprend huit unités distinctes : l'école de médecine du New Jersey, l'école d'odontologie du New Jerey, la graduate school d'odontologie du New Jersey, la graduate school des sciences biomédicales, l'école des professions paramédicales, l'école de santé publique et l'école de médecine Robert Wood Johnson de New Brunswick, et l'école d'ostéopathie de Stratford
Fondée en 1970, cette université est la plus importante dans sa catégorié aux États-Unis. C'est également un centre de recherche universitaire majeur au New Jersey.

## Personnalités notables
- Marie-Carmelle Elie